# Биструха (Казахстан)
Бистру́ха (каз. Быструха) — село у складі Глибоківського району Східноказахстанської області Казахстану. Адміністративний центр Биструшинського сільського округу.
Населення — 1069 осіб (2021; 1434 у 2009, 1662 у 1999, 1799 у 1989).
Національний склад станом на 1989 рік:
- росіяни — 100 %